# غايل موريل
غايل موريل (بالفرنسية: Gaël Morel)‏ هو كاتب سيناريو ومخرج وممثل فرنسي، ولد في 25 سبتمبر 1972 في فرنسا.

## وصلات خارجية
- غايل موريل على موقع IMDb (الإنجليزية)
- غايل موريل على موقع ألو سيني (الفرنسية)
- غايل موريل على موقع تيرنر كلاسيك موفيز (الإنجليزية)
- غايل موريل على موقع أول موفي (الإنجليزية)
- غايل موريل على موقع قاعدة بيانات الأفلام السويدية (السويدية)
- غايل موريل على موقع قاعدة بيانات الفيلم (الإنجليزية)
- غايل موريل على موقع كينوبويسك (الروسية)